# Ardón Esmaragdo
Ardo Esmaragdo (f. 843) fue un hagiógrafo. Ingresó en el monasterio de Aniane, en Hérault, cuando era un muchacho, y fue compañero de San Benito de Aniano. Fue ordenado sacerdote y se convirtió en jefe de la escuela del monasterio.
En 794, acompañó a Benito al Concilio de Fráncfort y, en 814, los sustituyó como abad del monasterio después de que se uniera a la corte imperial de Aquisgrán.  Esmaragdo escribió la vida de San Benito de Aniane en 822, y es honrado como santo en su monasterio después de su muerte. 

## Ediciones
- Cabaniss, Allen, trans. Benedict of Aniane: El monje del emperado, la vida de Ardón. Annette Grabowsky y Clemens Radl. Kalamazoo, Michigan: Publicaciones cirtencienses, 2008. Pp. 112.
- (enlace roto disponible en Internet Archive; véase el [//web.archive.org/web/*/http://www.canalsocial.net/ger/ficha_GER.asp?id=10638&cat=religioncristiana%7Cnombre%3DBenedictinos historial, la primera versión y la última).
- Año Cristiano Franciscano, Directorio Franciscano